# Терапія тривалого впливу
Терапія тривалого впливу (ПЕ) - це форма терапії поведінки та когнітивної поведінкової терапії, призначена для лікування посттравматичного стресового розладу. Він характеризується двома основними процедурами лікування - візуальним та in vivo впливом. Уявне опромінення повторюється «навмисно» переказуванням пам'яті травми. Експозиція in vivo поступово стикається з ситуаціями, місцями і речами, які нагадують про травму або відчувають небезпеку (незважаючи на об'єктивну безпеку). Додаткові процедури включають обробку пам'яті травми та перенавчання дихання.

## Огляд

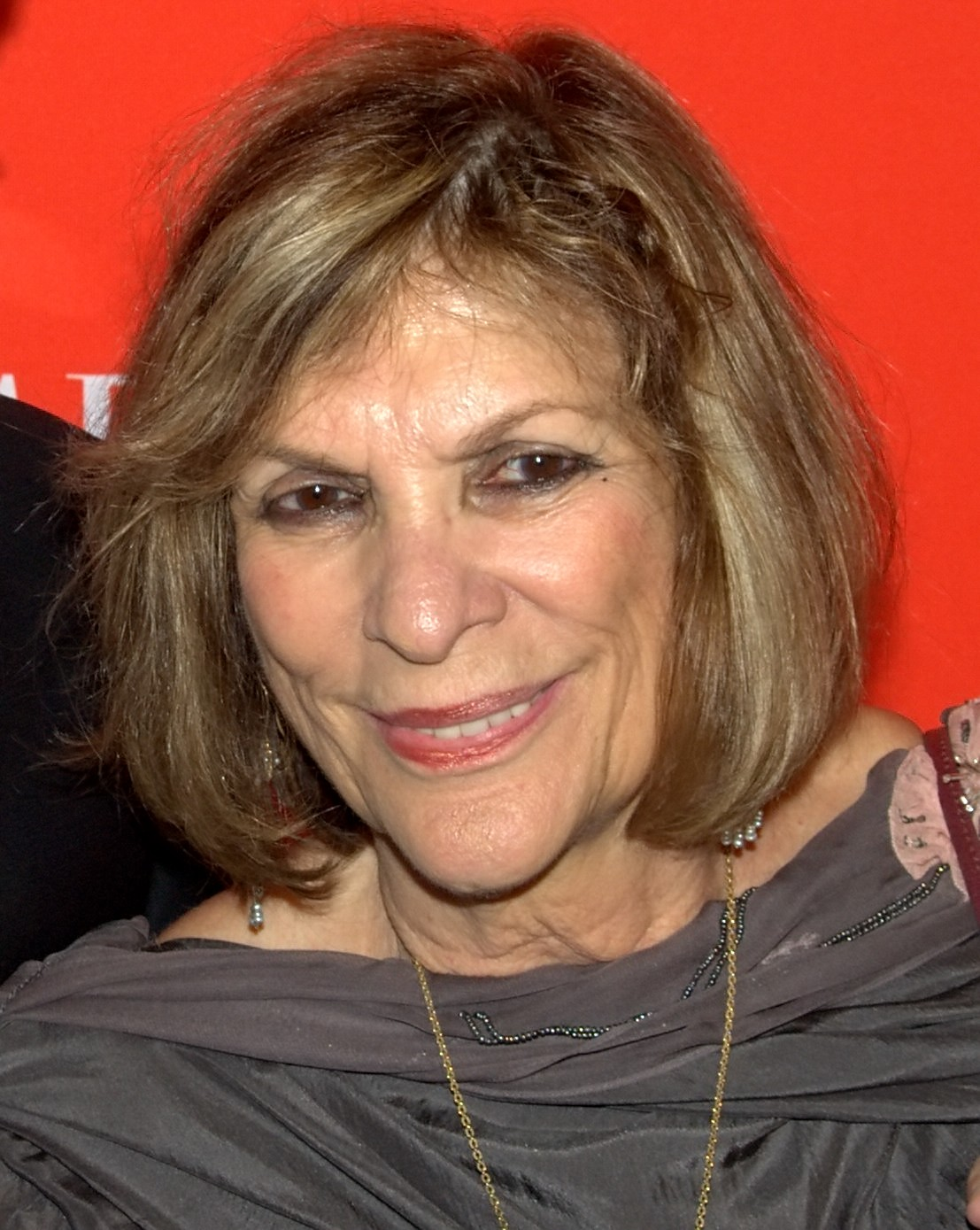
Доктор Една Фоа

Терапію тривалого опромінення розробила Една Б Фоа, директор Центру лікування та вивчення тривоги в Університеті Пенсільванії. Терапія тривалим опроміненням (ПЕ) - це теоретично обґрунтоване та високоефективне лікування хронічного посттравматичного стресового розладу (ПТСР) та пов’язаних із цим депресії, тривоги та гніву. ПЕ підпадає під категорію "терапії на основі впливу" і підтримується науковими дослідженнями, які відображають його позитивний вплив на симптоми пацієнта. 
Експозиційна терапія орієнтована на протистояння нешкідливим підґрунтям / тригерам травми / стресу для того, щоб позбавити їх від почуття тривоги та стресу. Тривале опромінення - це гнучка терапія, яку можна модифікувати відповідно до потреб окремих клієнтів. Він спеціально розроблений, щоб допомогти клієнтам психологічно обробити травматичні події та зменшити психологічні порушення, викликані травмою. Тривале опромінення призводить до клінічно значного поліпшення приблизно у 80% пацієнтів з хронічним ПТСР. 
[джерело?]
За роки випробувань та розробок тривале опромінення перетворилося на адаптивну програму втручання для задоволення потреб різноманітних постраждалих від травм. Окрім зменшення симптомів ПТСР, тривале опромінення вселяє впевненість і почуття майстерності, покращує різні аспекти щоденного функціонування, підвищує здатність справлятися з мужністю при зіткненні зі стресом та покращує здатність до дискримінації безпечних та небезпечних ситуацій. 
У 2001 році тривале опромінення від ПТСР отримало відмітний приклад Програми запобігання зловживанню наркотиками від Міністерства охорони здоров’я та соціальних служб у сфері охорони здоров’я та психічного здоров’я США (SAMHSA). Тривала експозиція була обрана SAMHSA та Центром запобігання зловживанням наркотиками як типова програма національного розповсюдження. 

## Компоненти
ПТСР характеризується повторним переживанням травматичної події через нав'язливих і негативних спогадів, кошмарів, спалахів і сильних емоційно-фізіологічних реакцій, викликаних нагадуванням про травму. Більшість людей, хворих на ПТСР, намагаються позбавити від нав'язливих симптомів та уникати нагадувань про травми, навіть коли ці нагадування не є по суті небезпечними. Щоб вирішити травматичні спогади та тригери, які нагадують про травму, основними компонентами програм впливу на розлад є: 
1. Уявне опромінення, перегляд травматичної пам’яті, повторне переказування її вголос та обробка переживаного досвіду 2.     Експозиція in vivo, неодноразове протистояння ситуаціям та предметам, які викликають лихо, але не є по суті небезпечними

Мета цього лікування - сприяти обробці пам'яті травми та зменшенню лиха та уникнення, викликаного нагадуванням про травму. Крім того, людям з емоційною онімінням та депресією рекомендується займатися приємною діяльністю, навіть якщо ці заняття не викликають страху чи тривоги, але кинули життя людини через втрату інтересу. 
Образне опромінення зазвичай відбувається під час сеансу терапії і складається з переказу травми терапевту. Що стосується впливу in vivo, клініцист працює з клієнтом для встановлення ієрархії страху та уникнення і, як правило, поступово призначає експозицію до цих предметів у списку як домашнє завдання. Терапевт також може записати сеанс і попросити пацієнта продовжувати виконувати вправи in vivo самостійно за допомогою запису. Обидва компоненти працюють, полегшуючи емоційну обробку, щоб проблемні травматичні спогади та уникнення прижилися (десенсибілізували) та краще переносилися. Рандомізовані контрольні дослідження відображають, що лише 10–38% пацієнтів з ПТСР, які беруть участь у терапії ПЕ, припиняють лікування до завершення програми (як правило, щонайменше після 8 сеансів). 

## Дослідження
1477/5000 
Практикуючі в США та багатьох інших країнах в даний час використовують тривалий вплив, щоб успішно лікувати постраждалих від різних травм, включаючи зґвалтування, напади, жорстоке поводження з дітьми, бій, автокатастрофи та катастрофи. Тривале опромінення було сприятливим для тих, хто страждає від спільного ПТСР та наркоманії у поєднанні з лікуванням наркоманії. Дослідження також показали, що терапія тривалим впливом допомагає пацієнтам, які страждають як ПТСР, так і прикордонними розладами особистості, коли лікування поєднується з діалектичною поведінковою терапією. Деякі були занепокоєні, що ПЕ негативно вплине на лікування хворих з порушенням токсикоманії (СУД), оскільки цілеспрямовано та навмисно піддаючи їм їх нагадування та тригери, може погіршити їх стан; однак, існують рандомізовані контрольні дослідницькі дослідження, які свідчать про відсутність негативних ефектів від використання ПЕ для пацієнтів із СУД. Проведені дослідження позитивно відбилися на ефективності ПЕ. Наприклад, у Нідерландах пацієнти реагували краще на ПЕ, ніж на десенсибілізацію та переробку очного руху (ЕМДР). Через 6 місяців спостереження було виявлено, що ПЕ також зменшило психотичні та шизофренічні проблеми. Крім того, симптоми у невеликої групи споживачів метадону в Ізраїлі зменшилися після лікування ПЕ. Також було виявлено, що ПЕ терапія перевершує стимуляційну терапію у жінок-ветеранів з ПТСР у рандомізованому контрольованому випробуванні.